# 피아노 연주자
피아노 연주자 또는 피아니스트(pianist)는 피아노를 연주하는 음악가이다. 대체로 공연장에서 연주를 하는데 그 중 독주회(Recital)의 시초는 헝가리의 작곡가·피아니스트인 프란츠 리스트(Franz Liszt)이다. 피아노 연주에는 독주, 실내악, 합주, 협주가 있다. 피아노 연주자의 레퍼토리에는 클래식, 재즈, 블루스, 그리고 로큰롤을 포함한 대중음악 등 다양한 장르의 음악이 포함된다. 대부분의 피아노 연주자는 신시사이저, 하프시코드, 첼레스타, 오르간과 같은 다른 건반 악기도 어느 정도 쉽게 연주할 수 있다.

## 과거와 현재의 피아니스트
현대 클래식 피아니스트들은 연주, 녹음, 교육, 연구, 그리고 레퍼토리에 새로운 작품을 지속적으로 추가하는 데 전념한다. 19세기 피아니스트들과는 달리, 이들은 일반적으로 음악 작곡이나 편곡에는 참여하지 않는다. 일부 클래식 피아니스트들은 반주와 실내악을 전문으로 하지만, 소수의 피아니스트들은 전업 솔로 활동을 선택한다.

## 클래식
모차르트는 피아노로 폭넓게 연주했기에 최초의 콘서트 피아니스트로 여겨질 수 있다. 고전주의 시대의 작곡가 베토벤과 클레멘티 또한 뛰어난 연주 실력으로 유명했으며, 낭만주의 시대의 리스트, 브람스, 쇼팽, 멘델스존, 라흐마니노프, 슈만 또한 뛰어난 연주 실력을 보여주었다. 낭만주의 시대에는 클라라 슈만과 한스 폰 뷜로처럼 작곡보다는 연주로 더 잘 알려진 피아니스트들이 등장했다.

## 재즈
재즈 피아니스트들은 거의 항상 다른 음악가들과 함께 연주한다. 그들의 연주는 클래식 피아니스트들보다 자유롭고, 연주에 즉흥적인 분위기를 더한다. 그들은 일반적으로 자신의 작곡을 악보에 적지 않으며, 즉흥 연주가 그들의 작품에서 중요한 부분을 차지한다. 유명한 재즈 피아니스트로는 빌 에반스, 아트 테이텀, 듀크 엘링턴, 셀로니어스 몽크, 오스카 피터슨, 버드 파웰, 맥코이 타이너, 칙 코리아, 허비 핸콕, 브래드 멜다우 등이 있다.

## 팝과 록
인기 피아니스트들은 라이브 공연(콘서트, 연극 등)이나 세션 연주자로 활동할 수 있다. 편곡가들은 신시사이저나 기타 전자 건반 악기를 능숙하게 다룰 수 있다. 유명한 인기 피아니스트로는 전성기 시절 세계에서 가장 높은 수입을 올린 연예인 중 한 명이었던 리버라체, "피아노 맨"이라는 별명으로 불린 엘튼 존과 빌리 조엘, 그리고 인기곡을 커버한 것으로 유명한 리처드 클레이더만, 코미디언으로 활동했던 고(故) 빅터 보르게 등이 있다.

## 피아노 연주자 목록

### 피아니스트-작곡가

#### 고전주의 시대 (1730–1820)
- 무치오 클레멘티
- 볼프강 아마데우스 모차르트
- 루트비히 판 베토벤
- 요한 네포무크 훔멜
- 카를 마리아 폰 베버
- 마이라 헤스
- 프란츠 슈베르트
- 클라라 슈만
- 안젤라 휴이트

#### 낭만주의 시대 (1800–1910)
- 펠릭스 멘델스존
- 프레데리크 쇼팽
- 로베르트 슈만
- 프란츠 리스트
- 샤를 발랑탱 알캉
- 안톤 루빈시테인
- 요하네스 브람스
- 카미유 생상스
- 에드바르 그리그
- 아이작 알베니즈
- 안톤 아렌스키
- 알렉산더 스크랴빈
- 세르게이 라흐마니노프
- 니콜라이 메트네르

#### 근대기
- 클로드 드뷔시
- 페루초 부조니
- 모리스 라벨
- 버르토크 벨러
- 세르게이 프로코피예프
- 조지 거슈윈
- 드미트리 쇼스타코비치
- 알베르토 히나스테라
- 올가 컨

#### 동시대
- 코리 헨리
- 제이콥 콜리어
- 존 바티스트
- 티그란 하마시안
- 안나 페도로바
- 베아트리스 라나
- 유자 왕
- 이모젠 쿠퍼
- 미츠코 우치다

### 국가별 목록
- 분류:나라별 록 피아노 연주자
- 분류:나라별 재즈 피아노 연주자
- 분류:나라별 클래식 피아노 연주자

## 같이 보기
- 키보디스트